# Heterothera problematica
Heterothera problematica là một loài bướm đêm trong họ Geometridae.